# Legendary Pictures
A Legendary Pictures Productions, LLC (más néven Legendary Entertainment vagy egyszerűen Legendary) amerikai filmgyártó és tömegtájékoztatási vállalat, amelynek székhelye a kaliforniai Burbankben található, melyet Thomas Tull alapított 2000-ben. A cég olyan vállalatokkal működött együtt, mint a Warner Bros., a Universal Pictures és a Netflix. A Legendary 2016 óta a kínai Wanda Group konglomerátum leányvállalata.
A stúdió első filmje a Batman: Kezdődik! volt 2005. június 15-én, a legutóbbi pedig a Godzilla Kong ellen 2021. március 31-én. A következő filmjük a Dűne lesz 2021. október 22-én.

## Történet
A Legendary Entertainmentet Thomas Tull alapította, miután 500 millió dollárt gyűjtött magántőke-befektetési cégektől. Ez volt az egyik első olyan cég a maga nemében, amely a nagy mozifilmgyártást a Wall Street-i magántőke- és fedezeti alap befektetőkkel párosított, köztük az ABRY Partners, az AIG Direct Investments, a Bank of America Capital Investors, a Columbia Capital, a Falcon Investment Advisors és az M/C Venture Partners.
A Legendary Pictures, Inc. 2000-ben alakult meg Kaliforniában, és 2005-ben megállapodást kötött a Warner Bros. vállalattal, hogy hét év alatt akár 40 film közös gyártásában és társfinanszírozásában vegyenek részt. 2010-ben Tull megvásárolta a Fidelity Investments és a Fortress Investment Group eredeti befektetők összes részvényét. A felvásárláshoz az Orange Sky Golden Harvest Entertainment 25 millió dolláros befektetése is hozzátartozott. A tranzakciót követően Tull lett a legnagyobb részvényes, így könnyebben irányíthatta a vállalat működését. A Golden Harvest később 30 millió dollárért eladta részesedésként a vállalatban. 2011-ben az Accel Partners 40 millió dollár értékben vásárolt részvényeket, és az Accel partnere, Jim Breyer csatlakozott a vállalat igazgatótanácsához. Ugyanebben az évben a vállalatot a hírek szerint több mint 1 milliárd dollárra értékelték. 2011 szeptemberében Jon Jashni kreatív igazgatót nevezték ki az új elnöki pozícióba. 2012 decemberében a Waddell & Reed 443 millió dollárért megvásárolta a Legendary részvényeinek mintegy 20%-át.
2013 júliusában a Legendary megállapodást kötött a Universal Pictures-szel, amelynek értelmében a Universal 2014-től kezdődően öt éven át eladja, társfinanszírozza és forgalmazza a Legendary filmjeit, ugyanabban az évben, amikor a Legendary hasonló megállapodása a Warner Bros.-szal lejárt. 2014 októberében a SoftBank 250 millió dollár értékben vásárolt részvényeket, azaz 10%-os részesedést a Legendarytól. A tranzakció a vállalat összértékét mintegy 3 milliárd dollárra növelte.
2014-ben a Legendary 100 millió dollárért felvásárolta az Asylum Entertainment televíziós gyártócéget, amely leginkább az ESPN-es 30 for 30 és a The Kennedys című minisorozatokat készítette, de az Asylum Entertainment továbbra is külön cégként működik.
2016. január 11-én a Wanda Group kínai konglomerátum bejelentette, hogy megállapodást kötött a részvényesekkel a Legendary Entertainment 3,5 milliárd dollárért történő felvásárlásáról, ami a legnagyobb amerikai médiavállalat kínai cég általi felvásárlása.
2017. január 17-én bejelentették, hogy Tull távozott a Legendary Entertainment vezérigazgatói posztjáról. Helyét a Wanda kulturális ipari csoportjának vezető alelnöke, Jack Gao vette át ideiglenes vezérigazgatóként.
2017. október 17-én jelentették, hogy Gao lemondott a Legendary Entertainmentnél és a Wanda csoportnál betöltött pozícióiról. A lemondás a Wanda elnökének, Wang Jianlinnak az év elején tett bejelentése után történt, miszerint a Wanda a kínai belföldi piacra fogja átirányítani befektetéseit, hogy "aktívan válaszoljon az ország hívására". Ez viszont feltehetően annak a következménye, hogy a kínai kormány megtiltotta a kínai bankoknak, hogy hitelt nyújtsanak a Wanda csoport külföldi műveleteinek, amivel a cég offshore felvásárlási terveit akarták megállítani.
2017. december 5-én bejelentették, hogy Joshua Grode-ot nevezték ki a Legendary Entertainment új vezérigazgatójának.
2020 decemberében a Variety és a Deadline Hollywood arról számolt be, hogy a Legendary Entertainment, a finanszírozók és a háttérszerződésekkel rendelkező tehetségek nem voltak elégedettek a WarnerMedia több kiadást érintő terveivel és átláthatatlan szándékaival. A Legendary nem kapott előzetes értesítést a több kiadást érintő döntésről, és nem szólhatott bele abba, hogy a Dűne és a Godzilla Kong ellen hogyan kerüljön forgalmazásra. A stúdió azt tervezte, hogy tárgyalásokat folytat a Warner Bros. vállalattal egy "nagyvonalúbb megállapodásról", azonban jogi lépéseket is fontolóra vettek. Néhány héttel később a Deadline arról számolt be, hogy a film megtarthatja az HBO Max megjelenését, de csak akkor, ha a Warner Bros. megegyezik a Netflix 250 millió dolláros ajánlatával. 2021 januárjában a The Hollywood Reporter nyilvánosságra hozta, hogy a jogi csatát sikerült elkerülni, mivel a Legendary és a WarnerMedia közeledett a megállapodáshoz, hogy megtartsák a film egyidejű bemutatását.